# Manoir du Plessis-aux-Bois
Le manoir du Plessis-aux-Bois est situé sur la commune de Vauciennes, dans le département de l'Oise.

## Historique
Le monument fait l’objet d’une inscription au titre des monuments historiques depuis le 8 novembre 1999.